# Lobella
Genre
Lobella est un genre de collemboles de la famille des Neanuridae.

## Liste des espèces
Selon Checklist of the Collembola of the World (version du 8 octobre 2019) :
- Lobella (Lobella) Börner, 1906
  - Protolobella bicincta Cassagnau & Deharveng, 1984
  - Protolobella bicolor Cassagnau & Deharveng, 1984
  - Protolobella daeana Lee, 1982
  - Protolobella fortis (Oudemans, 1890)
  - Protolobella malabarica Yosii, 1966
  - Protolobella maxillaris Yosii, 1966
  - Protolobella monocincta Cassagnau & Deharveng, 1984
  - Protolobella nana Lee & Kim, 1990
  - Protolobella palmeri (Wray, 1967)
  - Protolobella punctata Cassagnau & Deharveng, 1984
  - Protolobella sauteri (Börner, 1906)
  - Protolobella semilunaris (Schött, 1925)
  - Protolobella sokamensis Cassagnau & Deharveng, 1984
  - Protolobella uozumii Yosii, 1956
- Lobella (Protolobella) Cassagnau, 1983
  - Protolobella assamensis Yosii, 1966

## Publication originale
- Börner, 1906 : Das System der Collembolen nebst Beschreibung neuer Collembolen des Hamburger Naturhistorischen Museums. Jahrbuch der Hamburgischen Wissenschaftlichen Anstalten, vol. 23, no 2, p. 147-186 (texte intégral).